# Danza macabra (romanzo)
Danza macabra (Carrion Comfort) è un romanzo horror del 1989 dello scrittore statunitense Dan Simmons. 

## Trama
Melanie, Willi e Nina sono tre persone in grado di assorbire le sensazioni altrui e nutrirsi delle loro emozioni, portandoli alla follia. I tre considerano la loro attività quasi alla stregua di un gioco, arrivando a gareggiare su chi tra loro riesce a assorbire le emozioni del maggior numero di umani. Dopo secoli di "gioco" incontrastato i tre troveranno sulla loro strada un team di persone desiderose di annientarli: lo psicologo Saul Laski, reduce da un lager nazista; Natalie Preston, figlia di una vittima di Melanie e lo sceriffo Bobby Jo Gentry, coinvolto casualmente nella lotta mentre è impegnato in indagini su una serie di omicidi.

## Riconoscimenti
Il romanzo ha vinto il premio Bram Stoker nel 1989 e il premio Locus per il miglior romanzo horror nel 1990.

## Edizioni
- Dan Simmons, Danza macabra, traduzione di Piero Cavallari, Interno Giallo, Arnoldo Mondadori Editore, 1992,  p. 751, ISBN 9788835601081.
- Dan Simmons, Danza macabra, traduzione di Annarita Guarnieri, Gargoyle, 2009,  p. 945, ISBN 8889541210.